# 鈴木溫子
鈴木溫子（日语：／ Suzuki Haruko，1991年2月17日—），日本女子羽毛球運動員。福島縣出生，畢業於国分寺市立第一中学校、關東第一高校及日本體育大學，現隸屬於優乃克羽毛球部。

## 簡歷
2017年3月，鈴木溫子出戰巴西羽毛球國際賽，赢得女子單打比賽冠軍。同年7月，參加中華台北羽球公開賽，最終在準決賽敗於以0比2敗於馬來西亞的吳堇溦，創下個人生涯在國際賽的最佳成績。

## 主要比賽成績
只列出曾進入準決賽的國際賽事成績：
| 年份   | 賽事                     | 公開賽級別 | 項目     | 成績   |
| ------ | ------------------------ | ---------- | -------- | ------ |
| 2017年 | 巴西羽毛球國際賽         | 國際挑戰賽 | 女子單打 | 冠軍   |
| 2017年 | 中華台北羽毛球黃金大獎賽 | 黃金大獎賽 | 女子單打 | 準決賽 |
| 2019年 | 秋田羽毛球大師賽         | 超級100賽  | 女子單打 | 亞軍   |

| 2007-2017年 | 首要超級賽 | 超級賽 | 黃金大獎賽 | 大獎賽 | 國際挑戰賽 | 國際系列賽 | 未來系列賽 | 其他 |

| 2018-2026年 | 總決賽 | 超級1000賽 | 超級750賽 | 超級500賽 | 超級300賽 | 超級100賽 | 國際挑戰賽 | 國際系列賽 | 未來系列賽 | 其他 |